# Mammillaria baumii
Espèce
Statut de conservation UICN

 LC  : Préoccupation mineure
Statut CITES
Mammillaria baumii est une espèce de cactus qui se rencontre au Mexique.
Son épithète spécifique commémore le botaniste Hugo Baum (en).